# Șerban Huidu
Șerban  Huidu (n. 16 iulie 1976, București, România) este un realizator român de radio și televiziune. Este cunoscut pentru prezentarea împreună cu Mihai Găinușă a emisiunii satirice Cronica Cârcotașilor, difuzată de Prima TV.

## Biografie

### Studii și carieră
Șerban Huidu a absolvit Facultatea de Economie Generală din cadrul ASE București și, până în prezent, nu a profesat niciodată în acest domeniu. Tot în perioada facultății și-a dat seama și de pasiunea sa pentru mass-media, angajându-se la un post de radio bucureștean unde a lucrat timp de șase luni fără a fi plătit.
În anul 1995 Șerban Huidu s-a angajat la un post de radio, iar în 1997 începe emisiunea Cronica Cârcotașului la Radio 21, un pamflet adresat politicienior din acea vreme. În 2000 emisiunea a început să fie difuzată de postul Prima TV. În aceeași perioadă, Mihai Găinușă i s-a alăturat lui Șerban Huidu în realizarea emisiunii de la radio. În doar un an de zile, Mihai Găinușă i-a devenit și partener de platou, astfel încât din 2001 emisiunea Cronica Cârcotașului se transformă în Cronica Cârcotașilor. În 2003 cei doi realizatori s-au mutat de la Radio 21 la Kiss FM.

### Accidente
Pe 29 decembrie 2010 acesta a fost internat în Spitalul Universitar din Innsbruck, Austria, cu hemoragie craniană, în urma unui grav accident la schi. Pe 16 octombrie 2011, Huidu a provocat un accident rutier pe DN1 în zona localității Timișu de Sus, județul Brașov, soldat cu 3 morți. În 2009, la 1 km distanță de locul respectiv, Huidu efectuase o depășire nepermisă și i s-a suspendat permisul de conducere pe timp de o lună..

## Venituri
Potrivit datelor de la Ministerul de Finanțe, Șerban Huidu a avut un venit lunar de 53000 de euro pe lună din activitățile de televiziune în perioada 2005-2013. Profitul său net total a fost de 25.762.995 de lei, adică aproximativ 5,8 milioane de euro. Pe an este echivalent cu 644 000 euro, ceea ce înseamnă 53 000 de euro pe lună. Huidu și-a înregistrat mărcile "Cronica Carcotașilor", "Top Rușinică", “Dezbrăcatu'”, “Puștiu”, “Bebelușe” și “Mistrețu” pe o firmă unde este asociat majoritar și administrator.